# Künstlerkolonie
Eine Künstlerkolonie ist eine Lebens- und Arbeitsgemeinschaft von Künstlern, die vorwiegend von Malern praktiziert wird.

## Geschichte
Ihren Ursprung hat diese Lebensform und Arbeitsweise in Deutschland und in der Schweiz. Sie war häufig verbunden mit dem architektonischen Gedanken der Gartenstadtbewegung. Gegen Ende des 19. Jahrhunderts entstanden Künstlergruppen in ländlichen Orten wie Worpswede oder Ahrenshoop, die durch ihre besondere Beschaulichkeit, ihre Ursprünglichkeit und besseren Umweltbedingungen zum Malen in der „freien Natur“ und zum Leben auf dem Lande, Maler aus den Städten anlockten. Für die „Stadtflucht“ der Maler wurden verschiedene Gründe angeführt. Neben dem Interesse für Licht, außergewöhnlichen Motiven wie Flora und Fauna oder markanten Landschaftsbesonderheiten wie Heide oder Berge, waren auch romantische Sehnsüchte nach „unverdorbener“, bäuerlicher Idylle und einfachem, naturnahem Leben in „Freiheit“ ein Motiv. „Der eigenartige Doppelcharakter der Künstlerkolonien besteht darin, dass sie einerseits eindeutig auf der Landkarte lokalisierbar sind. Doch andererseits sind sie genauso starke Projektionsflächen: Sie rühren an eine Sehnsucht nach einem anderen Leben.“ Beliebte Gegenden um ländliche Bevölkerung in Tracht, die als Symbol der Beständigkeit in Zeiten der Industrialisierung gesehen wurde, zu malen, waren die Nordfriesischen Inseln, die Schwalm, der Schwarzwald und Betzingen.
Das Leben auf dem Lande war allgemein billiger. Das gemeinsame Auftreten in einer Kolonie förderte den Kontakt zu Dorfbewohnern und kam auch dem künstlerischen Austausch zugute. Obwohl viele Künstler den Kontakt zu Einheimischen bewusst suchten, blieben sie häufig unter sich. Das Zugehörigkeitsgefühl der Künstler untereinander war unterschiedlich stark ausgeprägt. Ihre Werke verkauften sie überwiegend in den Städten; es gelang ihnen aber auch, nach und nach ein Publikum auf dem Lande für sich zu gewinnen.
Neben Malern gründeten weitere Künstlergemeinschaften wie Schauspieler und Musiker ihre Lebensgemeinschaften. Ebenso wie die Kunst ist auch das Selbstverständnis einer Künstlerkolonie abhängig von Moden und unterliegt dem Wandel. Stadtteile wie Berlin-Wilmersdorf, Berlin-Friedrichshagen (Friedrichshagener Kreis, Neue Gemeinschaft) oder München-Schwabing wurden für Künstler attraktiv.

## Gegenwart
Zur Wiederbelebung von stillgelegten Gewerbegebieten (Leerstandsnutzung) bieten in den letzten Jahren vor allem große, aber zunehmend auch kleine Kommunen, verbilligten Wohnraum und Ateliers für freie Künstler und Projekte an. So etwa erfolgte ein Einzug von Künstlern am alten Hafen von Münster-Hansaviertel, in einer ehemaligen Zellulosefabrik in Hattersheim-Okriftel oder in einem Gebäude der Papierfabrik in Bad Alexandersbad im Fichtelgebirge.

## Bekannte Künstlerkolonien
- Künstlerkolonie Ahrenshoop
- Schule von Barbizon
- Künstlerkolonie Berlin
- Betzinger Künstlerkolonie
- Brannenburger Künstlerkolonie
- Künstlerkolonie Dachau
- Darmstädter Künstlerkolonie
- Künstlerkolonie Dötlingen
- Domagkateliers
- Künstlerkolonie Drispeth
- Künstlerkolonie Ekensund
- Künstlerkolonie Goppeln
- Künstlerkolonie Gothmund
- Grötzinger Malerkolonie
- Künstlerkolonie Haimhausen
- Künstlersiedlung Halfmannshof
- Künstlerkolonie Heikendorf
- Künstlerkolonie Holzhausen am Ammersee
- Hollerbacher Malerkolonie
- Gartenstadt Hohenhagen
- Künstlerkolonie Jirye
- Kronberger Malerkolonie
- La Ruche
- Künstlerkolonie Nidden
- Schule von Pont-Aven
- Künstlerkolonie Schwaan
- Künstlerdorf Schöppingen
- Skagen-Maler
- Schule von Savièse
- Willingshäuser Malerkolonie
- Villa Strohl-Fern
- Künstlerkolonie Wilmersdorf
- Künstlerkolonie Worpswede